# Super Bowl XXIX
Super Bowl XXIX var 1994 års mästerskapsmatch av National Football League mellan National Football Conference-mästaren San Francisco 49ers och American Football Conference-mästaren San Diego Chargers. San Francisco besegrade San Diego med siffrorna 49-26 och vann därmed sin femte Super Bowl.